# Winfried Steffani
Winfried Steffani (* 2. Juni 1927 in Żnin, Polen; † 14. August 2000 in Lüneburg, Deutschland) war ein deutscher Politikwissenschaftler, der sich vor allem mit Demokratietheorie, Parlamentsforschung und Vergleichender Politikwissenschaft befasste. Er lehrte von 1967 bis 1990 als Professor für Politische Wissenschaft an der Universität Hamburg.

## Leben
Winfried Steffani wurde 1927 als polnischer Staatsangehöriger geboren. Seine Familie gehörte zur deutschsprachigen Minderheit. Er war Sohn eines in Żnin, Toruń und Poznań wirkenden evangelisch-lutherischen Pfarrers und späteren Superintendenten. Nach der Besetzung Polens durch die Wehrmacht während des Zweiten Weltkrieges 1939 wurde er „Reichsdeutscher“, Mitglied der Hitlerjugend, leistete Reichsarbeitsdienst und wurde im Januar 1945 zum Kriegsdienst eingezogen. Nach Kriegsende zog die Familie 1945 nach Frankfurt (Oder), wo Steffani den Beruf des Tischlers erlernte. 1949 ging er nach Ost-Berlin und bildete sich bis 1952 zum Innenarchitekten weiter. Wegen seiner Ablehnung des DDR-Systems wechselte er im selben Jahr vom Ost- in den Westteil Berlins.
Ab 1952 studierte Steffani an der Deutschen Hochschule für Politik in Berlin, parallel machte er auf dem zweiten Bildungsweg das Abitur. Im Jahr 1958 wurde er an der Freien Universität Berlin mit einer Arbeit über die Untersuchungsausschüsse des Preußischen Landtages in der Weimarer Republik promoviert. Steffani studierte u. a. bei Ernst Fraenkel, dessen Assistent er nach der Promotion wurde. Von 1962 bis 1964 hatte er einen Forschungsaufenthalt an der Columbia University in New York City und am US-Kongress in Washington, D.C. 1966 habilitierte er sich schließlich mit einer Untersuchung über Parlamentsfraktionen in Deutschland, Großbritannien und den USA. Im folgenden Sommersemester vertrat er die Professur für Politische Wissenschaft von Carl Joachim Friedrich an der Ruprecht-Karls-Universität Heidelberg.
1967 wechselte Steffani als ordentlicher Professor für Politische Wissenschaft an die Universität Hamburg, wo er bis zu seiner aus Gesundheitsgründen vorzeitigen Emeritierung im Jahr 1990 lehrte. In Hamburg war er 1967–1970 Direktor des Seminars für Sozialwissenschaften, 1972–73 Sprecher des Fachbereichs Philosophie, Psychologie und Sozialwissenschaften, 1976–79 Mitglied des Akademischen Senats und 1983–84 Direktor des Instituts für Politische Wissenschaft. Steffani war langjähriges Vorstandsmitglied und von 1971 bis 1973 Vorsitzender der Deutschen Vereinigung für Politische Wissenschaft. Er war jahrzehntelang Herausgeber der Zeitschrift für Parlamentsfragen der von ihm gemeinsam mit seinem Freund Uwe Thaysen 1969 ins Leben gerufenen Deutschen Vereinigung für Parlamentsfragen.
Steffani trat Anfang 1952 noch in Ost-Berlin der SPD bei, er war im Sozialistischen Deutschen Studentenbund aktiv, deren Berliner Hochschulgruppe er zeitweise vorstand. Nach einer persönlichen Begegnung mit Herbert Wehner verließ er die Sozialdemokratie, wechselte zum Ring Christlich-Demokratischer Studenten (RCDS) und wurde 1955 CDU-Mitglied. Nachdem ihm und dem späteren Gründer der Statt Partei, Markus Wegner, die CDU vor dem Bundesparteigericht das Recht zur Einsichtnahme in die Mitgliederliste seines Ortsverbandes verweigert hatte, trat er 1992 nach 37 Jahren Parteimitgliedschaft aus der CDU aus, da er hierin die ungestrafte Verweigerung innerparteilicher Demokratie sah, und gab seine Ehrenplakette der Konrad-Adenauer-Stiftung zurück. Vor dem Hamburgischen Verfassungsgericht trat er als Verfahrensbevollmächtigter Wegners auf und argumentierte für die Ungültigkeit der CDU-Kandidatenaufstellung bei der Bürgerschaftswahl 1991. Das Gericht gab der Beschwerde statt und die Wahl musste 1993 wiederholt werden. Steffani gehörte 1992 der Enquete-Kommission Parlamentsreform der Hamburgischen Bürgerschaft an, deren Empfehlungen in die Reform der Verfassung Hamburgs 1996 einflossen.
Steffani forschte vorwiegend auf dem Gebiet der Vergleichenden Regierungslehre bzw. Systemlehre. Er verfasste grundlegende Beiträge zur Theorie des Neopluralismus und zur Theorie des Parlamentarismus.
Mit seiner Ehefrau Gitta geb. Courault bekam er einen Sohn und zwei Töchter.

## Schriften (Auswahl)
- als Herausgeber: Parlamentarismus ohne Transparenz (= Kritik. Bd. 3). Westdeutscher Verlag, Opladen 1973, ISBN 3-531-11056-X (2. Auflage. ebenda 1973, ISBN 3-531-11203-1).
- Parlamentarische und präsidentielle Demokratie. Strukturelle Aspekte westlicher Demokratien. Westdeutscher Verlag, Opladen 1979, ISBN 3-531-11476-X.
- Pluralistische Demokratie. Studien zur Theorie und Praxis. Leske und Budrich, Opladen 1980, ISBN 978-3-322-97149-4.
- Demokratischer Garant verantwortlicher Regierung. In: Das Parlament. Nr. 16 vom 24. April 1982, S. 2.
- Parlamentarisches und Präsidentielles Regierungssystem. In: Dieter Nohlen (Hrsg.): Lexikon der Politik. Band: 3: Manfred G. Schmidt  (Hrsg.): Die westlichen Länder. Beck, München 1992, ISBN 3-406-36907-3, S. 288–295.
- Gewaltenteilung und Parteien im Wandel. Westdeutscher Verlag, Opladen 1997, ISBN 3-531-12972-4.